# Barbadillo de Herreros
Barbadillo de Herreros es una localidad y un municipio situados en la provincia de Burgos, comunidad autónoma de Castilla y León (España), comarca de Sierra de la Demanda, partido judicial de Salas de los Infantes.

## Historia
En el siglo IX llega la repoblación desde el norte y en toda Castilla se fundan numerosos pueblos que se agrupan en alfoces, controlados por el señor de una fortaleza desde la que se domina el alfoz. Ya en el siglo X nos encontramos con el Alfoz de Barbadillo, que comprendía Barbatiello (que pronto se llamó Barbatiello de Ferreros) y otros pueblos cercanos como Riocavado de la Sierra, Barbadillo del Pez, Monterrubio de la Demanda, Huerta de Arriba y el Valle de Valdelaguna. Sin embargo, la vida del alfoz fue efímera, ya que en el siglo XI los pueblos pasaron a depender del poderoso Alfoz de Lara.
Por tanto, la fundación de Barbadillo de Herreros se hizo en torno a los primeros años del siglo X, por lo que tiene alrededor de 1100 años de historia ininterrumpida. El emplazamiento elegido era muy favorable, con el río Pedroso proporcionando buen y abundante agua y pesca, cerca de buenos bosques para la caza y para obtener leña y con una gran riqueza mineral en el entorno. Además se eligió uno de los lugares más soleados de la zona y con terrenos llanos cerca para poder cultivar cereal.
Ya en el año 1044 aparece citado Barbadillo de Herreros, como centro de una floreciente actividad minera. Su riqueza mineral junto a la abundancia de buenos pastos, abundantes bosques y buen agua propiciarían su fundación. En nombre del pueblo en un primer momento sería Barbatiello (referida quizás al valle del Pedroso), aunque en 1352, en el Becerro de las Behetrías, aparece ya Barbadiel de Ferreros, teniendo un régimen señorial, dependiente de la familia de los Velasco.
Desde sus comienzos las principales fuentes de riqueza fueron los abundantes rebaños de ovejas merinas, y la explotación mineral, así como la explotación forestal, la caza y la pesca. La trashumancia marcaba esta tierra, ya que todos los inviernos los pastores abandonaban los pastos de Barbadillo y se marchaban hacia los más cálidos de Extremadura, dejando solitarios a las mujeres, niños y viejos del pueblo.
El auge de Barbadillo de Herreros se corresponde con la recuperación de una ferrería para la reducción del mineral de hierro, en el año 1864. Su puesta en funcionamiento supuso la creación de bastantes puestos de trabajo y fue en este momento cuando su población aumentó en más de 200 personas y llegó hasta casi a los 1000 habitantes. La actividad de la ferrería propició la construcción de un ferrocarril minero para transportar el mineral. Este ferrocarril unía Villafría de Burgos con Bezares en el Valle de Valdelaguna. Hasta dos ferrerías y una herrería llegaron a estar en funcionamiento dentro del término de Barbadillo. El tren, que funcionó tan sólo durante unos pocos años, es recordado con nostalgia por todos los habitantes del pueblo, principalmente por los que lo vieron cruzando esta sierra. En estas ferrerías mediante la fundición con carbón vegetal del mineral de hierro, que se recogía en las minas de Barbadillo y de los pueblos vecinos, se hacían filones de hierro. En esta época Barbadillo contaba con variados y abundantes servicios, hasta 6 tiendas de comestibles y 4 carnicerías. El abandono de la última ferrería, en 1926, produjo un gran descenso de la población, descenso que ha continuado hasta la actualidad.

## Datos geográficos
Barbadillo de Herreros, está situado en la comunidad autónoma de Castilla y León, en el sudeste de la provincia de Burgos, a 75 km de la capital. Forma parte del Espacio Natural sierra de la Demanda. Esta sierra, situada en el Sistema Ibérico, cuenta con varias cumbres que superan los 2000 m, como por ejemplo San Millán (2132 m), techo de la provincia burgalesa 
El término municipal tiene una superficie de 7110 ha y un perímetro de 37 km. Linda al noroeste con la comunidad autónoma de La Rioja. El núcleo de población se encuentra a orillas del río Pedroso, a 1156 m de altitud.
Hay un yacimiento de hierro al norte de la localidad.

## Demografía
Barbadillo de Herreros cuenta con una población de 104 habitantes (INE 2024).
| Gráfica de evolución demográfica de Barbadillo de Herreros entre 1857 y 2021 |
| |
| Población de derecho según los censos de población del INE. Población de hecho según los censos de población del INE.Entre el censo de 1857 y el anterior, aparece este municipio porque se segrega del municipio Jurisdicción de Lara. |

## Asociaciones e instituciones

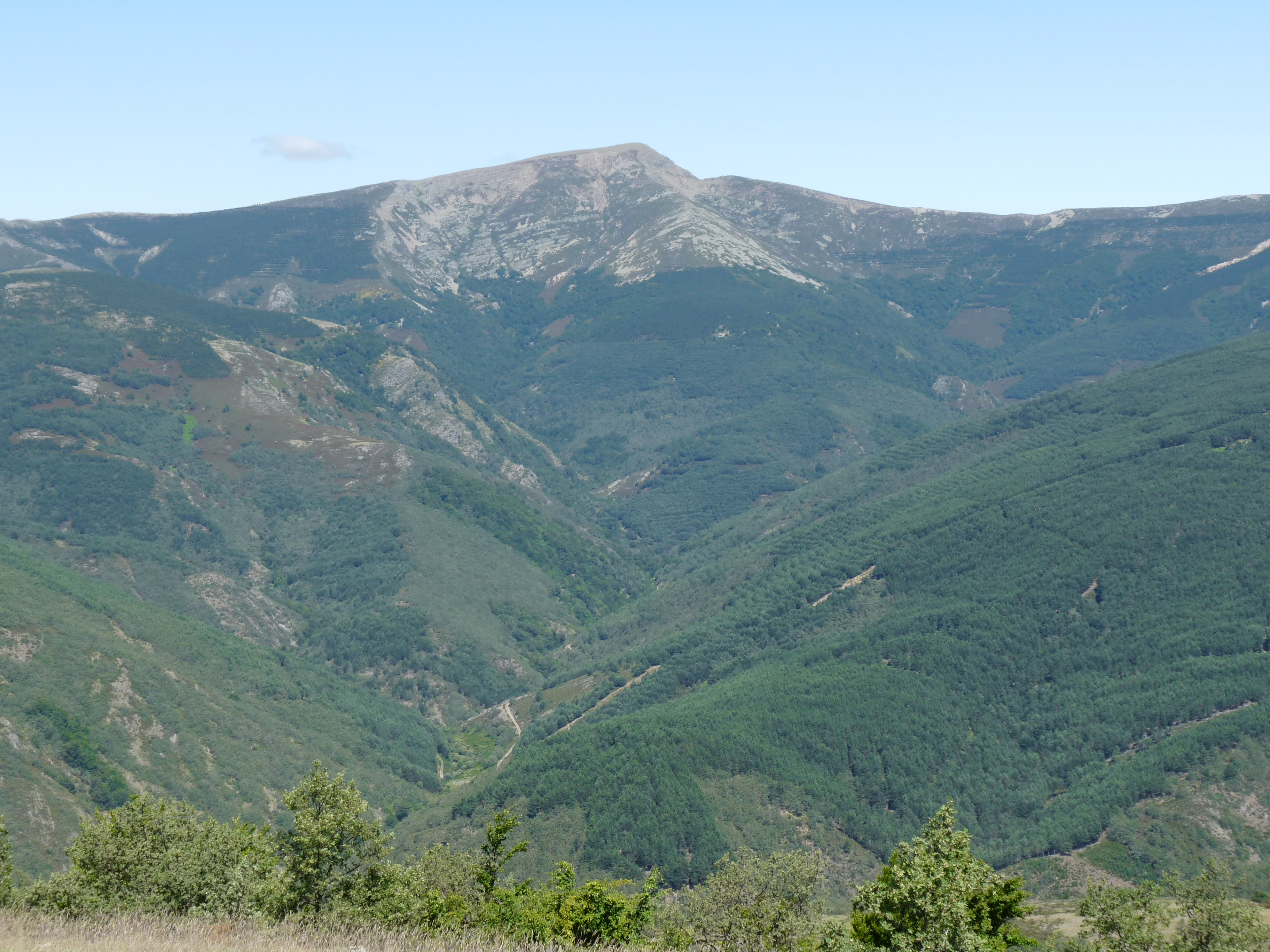
Torruco-San Millán desde el cerro Guariste.

- Asociación Mozos de Barbadillo de Herreros
- Asociación Amigos de Barbadillo de Herreros.
- Asociación juvenil Ailerelele de Barbadillo de Herreros.
- Monteros de Barbadillo de Herreros
- Asociación de jubilados y pensionistas Santa Isabel.
- Asociación Prado de Costana.
- Cofradía Nuestra Señora de Costana.
- Museo de las Ferrerias.

## Personalidades
- Francisco Grandmontagne (1866-1936), escritor y periodista de la Generación del 98.
- Juan Serrano Gómez (1837-1898), etnógrafo y militar. Colaborador de Joaquín Costa[5]
- Ángel Garachana Pérez (1944-act), Obispo San Pedro Sula (Honduras)

## Fiestas
La fiesta principal es la Fiesta de la Virgen de Costana.